# Matão (mercenário)
Matão (𐤌‬𐤈‬𐤀‬) foi um militar norte-africano das possessões de Cartago que foi recrutado para servir no exército cartaginês em algum momento antes de 241 a.C. durante a Primeira Guerra Púnica. Sua data de nascimento é desconhecida, assim como a maioria de suas atividades antes de sua ascensão à proeminência como um oficial de baixa graduação no final da guerra.
Cartago, pouco depois do fim da guerra, tentou pagar seus soldados ainda mobilizados uma quantidade menor dos salários que eram propriamente devidos. Matão acabou se tornando um dos principais membros do exército a se opor a isso, sendo eleito líder militar e tornando-se praticamente um dos líderes dos rebeldes depois do desentendimento ter se transformado em um motim em grande escala. Ele espalhou as notícias do motim para os principais assentamentos africanos sob domínio cartaginês, que também se revoltaram, permitindo que os rebeldes recebessem suprimentos, dinheiro e mais setenta mil homens.
Matão liderou os rebeldes pelos três anos seguintes em uma disputa cada vez mais feroz e com os rumos da guerra oscilando de um lado para o outro. Os remanescentes da revolta acabaram sendo derrotados em batalha perto de Leptis Parva em 238 a.C.. Matão foi capturado e levado para Cartago, onde foi arrastado pelas ruas e torturado até a morte por seus cidadãos.